# ناتالیا شیپیلوا
ناتالیا شیپیلوا (روسی: Наталья Борисовна Шипилова؛ زادهٔ ۳۱ دسامبر ۱۹۷۹) بازیکن هندبال اهل روسیه است.